# Miguel Ángel Guerrero
Pour les articles homonymes, voir Guerrero (homonymie).
Ne pas confondre avec le footballeur international colombien Miguel Guerrero.
Miguel Ángel Guerrero Martín, né le 12 juillet 1990 à Tolède en Espagne, est un footballeur espagnol évoluant au poste d'attaquant à l'Anórthosis Famagouste.

## Biographie

### Jeunesse et formation
Miguel Ángel Guerrero Martín naît le 12 juillet 1990 à Tolède, en Espagne. Il est issu d'un milieu footballistique, son père Carlos Guerrero Santiago (ca) étant un ancien joueur professionnel passé notamment par l'Atlético Madrid. 
Guerrero fait ses premiers pas dans le club de son père, l'Atlético Madrid, puis chez le grand rival du Real Madrid. Il se rend en 2002 à Getafe, autre club madrilène, où il continue son apprentissage pendant cinq années. En 2007, Guerrero revient dans sa ville natale et évolue en junior au CD Toledo. Il ne s'y éternise pas, rejoignant le Rayo Vallecano en 2008. L'année suivante, Guerrero s'engage pour l'Albacete.

### Carrière professionnelle
Guerrero joue deux matchs en deuxième division avec Albacete. Il rejoint en 2011 le Sporting Gijón, équipe avec laquelle il dispute 66 matchs en deuxième division, et 33 matchs en première division, inscrivant 16 buts.
Il signe lors de l'été de 2016 avec le CD Leganés, équipe de première division.
À l'été 2018, Guerrero est transféré à l'Olympiakos. Avec le club grec, il découvre la compétition européenne. 
En janvier 2020, Guerrero est prêté dans son ancien club du CD Leganés pour le reste de la saison.
Le 4 septembre 2020, Guerrero s'engage avec le Nottingham Forest FC.
Le 1er février 2021, il rejoint Rayo Vallecano.